# Conus kiicumulus
Conus kiicumulus é uma espécie de gastrópode do gênero Conus, pertencente à família Conidae.